# Naptarak.com
A Naptárak.com egy magyar nyelvű, különféle tematikus naptárakat összesítő, dátum kalkulátorokat is tartalmazó portál.
A naptárak.com (korábbi Naptár Portál) naptárakkal foglalkozó, magyar nyelvű weboldal, 2006 decemberében indult. A kezdő évben mindössze egy tucat naptárral rendelkezett, ma már közel 70-féle naptár és dátum-kalkulátor található az oldalon. Az oldal tematikus naptárakat (munkaidő naptárak, női naptárak, névnap naptárak, csillagászati naptárak, horgásznaptár, vadásznaptár, pollennaptár, kertészeti holdnaptár), valamint dátum kalkulátorokat (munkaidő kalkulátor, menstruáció/ovuláció kalkulátor, terhességi kalkulátor, kínai fogantatási kalkulátor, szökőév kalkulátor, naptár konvertáló) tartalmaz. Az online naptárakon kívül számos további naptár tölthető le és nyomtatható ki ingyenesen az oldalról.
A portál kilenc év elteltével 2015 december 18-án új megjelenést kapott, igazodva az információs technológiai trendekhez. Emellett számos generáljavítás, új portál-motor, facebook oldal, google+ azonosító és saját youtube csatorna is javítja a látogatói élményt. A csaknem tíz évig a portált jellemző kék színt is maga mögött hagyta és piros színre váltott.

## Külső hivatkozások
- Naptárak.com - a naptár portál